# EPrix van Portland 2024
De ePrix van Portland 2024 werd gehouden over twee races op 29 en 30 juni 2024 op de Portland International Raceway. Dit waren de dertiende en veertiende race van het tiende Formule E-seizoen.
De eerste race werd oorspronkelijk gewonnen door Jaguar-coureur Mitch Evans, maar hij kreeg een straf van vijf seconden vanwege het veroorzaken van een aanrijding. Hierdoor werd Porsche-coureur António Félix da Costa uitgeroepen tot winnaar, die hiermee zijn derde zege van het seizoen behaalde. Robin Frijns werd voor Envision tweede, terwijl DS-rijder Jean-Éric Vergne derde werd.
De tweede race werd eveneens gewonnen door Da Costa, die zijn derde opeenvolgende race won. Frijns eindigde opnieuw als tweede, terwijl Jaguar-rijder Mitch Evans derde werd.

## Race 1

### Kwalificatie

#### Groepsfase
De top vier uit iedere groep kwalificeerde zich voor de knockoutfase.
Groep A
| Pos | No | Coureur             | Team            | Tijd     |
| --- | -- | ------------------- | --------------- | -------- |
| 1   | 5  | Jake Hughes         | McLaren-Nissan  | 1:09.775 |
| 2   | 9  | Mitch Evans         | Jaguar          | 1:09.777 |
| 3   | 11 | Lucas di Grassi     | Abt-Mahindra    | 1:09.942 |
| 4   | 48 | Edoardo Mortara     | Mahindra        | 1:09.966 |
| 5   | 51 | Nico Müller         | Abt-Mahindra    | 1:09.998 |
| 6   | 16 | Sébastien Buemi     | Envision-Jaguar | 1:10.017 |
| 7   | 37 | Nick Cassidy        | Jaguar          | 1:10.036 |
| 8   | 25 | Jean-Éric Vergne    | DS              | 1:10.157 |
| 9   | 8  | Sam Bird            | McLaren-Nissan  | 1:10.263 |
| 10  | 7  | Maximilian Günther  | Maserati        | 1:10.345 |
| 11  | 3  | Sérgio Sette Câmara | ERT             | 1:10.803 |

Groep B
| Pos | No | Coureur                | Team             | Tijd     |
| --- | -- | ---------------------- | ---------------- | -------- |
| 1   | 33 | Dan Ticktum            | ERT              | 1:09.766 |
| 2   | 13 | António Félix da Costa | Porsche          | 1:09.779 |
| 3   | 4  | Robin Frijns           | Envision-Jaguar  | 1:09.849 |
| 4   | 17 | Norman Nato            | Andretti-Porsche | 1:09.878 |
| 5   | 94 | Pascal Wehrlein        | Porsche          | 1:09.899 |
| 6   | 1  | Jake Dennis            | Andretti-Porsche | 1:10.001 |
| 7   | 22 | Caio Collet            | Nissan           | 1:10.036 |
| 8   | 23 | Sacha Fenestraz        | Nissan           | 1:10.062 |
| 9   | 2  | Stoffel Vandoorne      | DS               | 1:10.098 |
| 10  | 18 | Jehan Daruvala         | Maserati         | 1:10.127 |
| 11  | 21 | Nyck de Vries          | Mahindra         | 1:10.201 |

#### Knockoutfase
De combinatie letter/cijfer staat voor de groep waarin de betreffende coureur uitkwam en de positie die hij in deze groep behaalde.
|  | Kwartfinale            | Kwartfinale |              |          | Halve finale | Halve finale |  |  | Finale | Finale |
|  |                        |             |              |          |              |              |  |  |        |        |
|  |                        |             |              |          |              |              |  |  |        |        |
|  | A3-A2                  |             |              |          |              |              |  |  |        |        |
|  |                        |             |              |          |              |              |  |  |        |        |
|  | Lucas di Grassi        | 1:09.357    |              |          |              |              |  |  |        |        |
|  | Lucas di Grassi        | 1:09.357    | K1-K2        |          |              |              |  |  |        |        |
|  | Mitch Evans            | 1:08.974    |              |          |              |              |  |  |        |        |
|  | Mitch Evans            | 1:08.974    | Mitch Evans  | 1:08.664 |              |              |  |  |        |        |
|  | A4-A1                  |             | Mitch Evans  | 1:08.664 |              |              |  |  |        |        |
|  |                        | Jake Hughes | 1:08.925     |          |              |              |  |  |        |        |
|  | Edoardo Mortara        | Jake Hughes | 1:08.925     | 1:27.183 |              |              |  |  |        |        |
|  | Edoardo Mortara        |             | H1-H2        | 1:27.183 |              |              |  |  |        |        |
|  | Jake Hughes            | 1:08.941    |              |          |              |              |  |  |        |        |
|  | Jake Hughes            | 1:08.941    | Mitch Evans  | 1:08.820 |              |              |  |  |        |        |
|  | B3-B2                  |             | Mitch Evans  | 1:08.820 |              |              |  |  |        |        |
|  |                        | Norman Nato | 1:09.016     |          |              |              |  |  |        |        |
|  | Robin Frijns           | Norman Nato | 1:09.016     | 1:08.878 |              |              |  |  |        |        |
|  | Robin Frijns           | K3-K4       |              | 1:08.878 |              |              |  |  |        |        |
|  | António Félix da Costa | 1:08.924    |              |          |              |              |  |  |        |        |
|  | António Félix da Costa | 1:08.924    | Robin Frijns | 1:09.090 |              |              |  |  |        |        |
|  | B4-B1                  |             | Robin Frijns | 1:09.090 |              |              |  |  |        |        |
|  |                        | Norman Nato | 1:08.810     |          |              |              |  |  |        |        |
|  | Norman Nato            | Norman Nato | 1:08.810     | 1:09.026 |              |              |  |  |        |        |
|  | Norman Nato            |             |              | 1:09.026 |              |              |  |  |        |        |
|  | Dan Ticktum            | 1:09.109    |              |          |              |              |  |  |        |        |
|  | Dan Ticktum            | 1:09.109    |              |          |              |              |  |  |        |        |

#### Startopstelling
| Pos | No | Coureur                | Team             |
| --- | -- | ---------------------- | ---------------- |
| 1   | 9  | Mitch Evans            | Jaguar           |
| 2   | 5  | Jake Hughes            | McLaren-Nissan   |
| 3   | 4  | Robin Frijns           | Envision-Jaguar  |
| 4   | 13 | António Félix da Costa | Porsche          |
| 5   | 33 | Dan Ticktum            | ERT              |
| 6   | 48 | Edoardo Mortara        | Mahindra         |
| 7   | 51 | Nico Müller            | Abt-Mahindra     |
| 8   | 94 | Pascal Wehrlein        | Porsche          |
| 9   | 1  | Jake Dennis            | Andretti-Porsche |
| 10  | 37 | Nick Cassidy           | Jaguar           |
| 11  | 17 | Norman Nato            | Andretti-Porsche |
| 12  | 11 | Lucas di Grassi        | Abt-Mahindra     |
| 13  | 22 | Caio Collet            | Nissan           |
| 14  | 25 | Jean-Éric Vergne       | DS               |
| 15  | 23 | Sacha Fenestraz        | Nissan           |
| 16  | 2  | Stoffel Vandoorne      | DS               |
| 17  | 7  | Maximilian Günther     | Maserati         |
| 18  | 18 | Jehan Daruvala         | Maserati         |
| 19  | 8  | Sam Bird               | McLaren-Nissan   |
| 20  | 21 | Nyck de Vries          | Mahindra         |
| 21  | 3  | Sérgio Sette Câmara    | ERT              |
| 22  | 16 | Sébastien Buemi        | Envision-Jaguar  |

### Race
| Pos | No | Coureur                | Team             | Rondes | Tijd/Oorzaak uitval | Grid | Punten |
| --- | -- | ---------------------- | ---------------- | ------ | ------------------- | ---- | ------ |
| 1   | 13 | António Félix da Costa | Porsche          | 27     | 34:00.097           | 4    | 25     |
| 2   | 4  | Robin Frijns           | Envision-Jaguar  | 27     | +0.415              | 3    | 18     |
| 3   | 25 | Jean-Éric Vergne       | DS               | 27     | +1.440              | 14   | 15     |
| 4   | 48 | Edoardo Mortara        | Mahindra         | 27     | +1.701              | 6    | 12     |
| 5   | 51 | Nico Müller            | Abt-Mahindra     | 27     | +2.086              | 7    | 10     |
| 6   | 1  | Jake Dennis            | Andretti-Porsche | 27     | +2.634              | 9    | 8      |
| 7   | 8  | Sam Bird               | McLaren-Nissan   | 27     | +2.858              | 19   | 6      |
| 8   | 9  | Mitch Evans            | Jaguar           | 27     | +4.507              | 1    | 8      |
| 9   | 2  | Stoffel Vandoorne      | DS               | 27     | +5.183              | 16   | 2      |
| 10  | 94 | Pascal Wehrlein        | Porsche          | 27     | +5.653              | 8    | 1      |
| 11  | 11 | Lucas di Grassi        | Abt-Mahindra     | 27     | +6.325              | 12   |        |
| 12  | 21 | Nyck de Vries          | Mahindra         | 27     | +6.477              | 20   |        |
| 13  | 17 | Norman Nato            | Andretti-Porsche | 27     | +6.487              | 11   |        |
| 14  | 3  | Sérgio Sette Câmara    | ERT              | 27     | +6.857              | 21   |        |
| 15  | 23 | Sacha Fenestraz        | Nissan           | 27     | +8.686              | 15   |        |
| 16  | 18 | Jehan Daruvala         | Maserati         | 27     | +14.031             | 18   |        |
| 17  | 33 | Dan Ticktum            | ERT              | 27     | +14.186             | 5    |        |
| 18  | 22 | Caio Collet            | Nissan           | 27     | +15.005             | 13   |        |
| 19  | 37 | Nick Cassidy           | Jaguar           | 27     | +15.445             | 10   |        |
| 20  | 16 | Sébastien Buemi        | Envision-Jaguar  | 27     | +58.409             | 22   |        |
| 21  | 5  | Jake Hughes            | McLaren-Nissan   | 26     | +1 ronde            | 2    |        |
| DNF | 7  | Maximilian Günther     | Maserati         | 22     | Radiator            | 17   |        |

## Race 2

### Kwalificatie

#### Groepsfase
De top vier uit iedere groep kwalificeerde zich voor de knockoutfase.
Groep A
| Pos | No | Coureur            | Team            | Tijd     |
| --- | -- | ------------------ | --------------- | -------- |
| 1   | 4  | Robin Frijns       | Envision-Jaguar | 1:09.665 |
| 2   | 25 | Jean-Éric Vergne   | DS              | 1:09.677 |
| 3   | 37 | Nick Cassidy       | Jaguar          | 1:09.737 |
| 4   | 5  | Jake Hughes        | McLaren-Nissan  | 1:09.755 |
| 5   | 18 | Jehan Daruvala     | Maserati        | 1:09.758 |
| 6   | 9  | Mitch Evans        | Jaguar          | 1:09.821 |
| 7   | 51 | Nico Müller        | Abt-Mahindra    | 1:09.836 |
| 8   | 33 | Dan Ticktum        | ERT             | 1:09.869 |
| 9   | 16 | Sébastien Buemi    | Envision-Jaguar | 1:09.913 |
| 10  | 11 | Lucas di Grassi    | Abt-Mahindra    | 1:09.998 |
| 11  | 7  | Maximilian Günther | Maserati        | 1:10.005 |

Groep B
| Pos | No | Coureur                | Team             | Tijd     |
| --- | -- | ---------------------- | ---------------- | -------- |
| 1   | 13 | António Félix da Costa | Porsche          | 1:09.726 |
| 2   | 8  | Sam Bird               | McLaren-Nissan   | 1:09.785 |
| 3   | 21 | Nyck de Vries          | Mahindra         | 1:09.810 |
| 4   | 94 | Pascal Wehrlein        | Porsche          | 1:09.853 |
| 5   | 2  | Stoffel Vandoorne      | DS               | 1:09.857 |
| 6   | 48 | Edoardo Mortara        | Mahindra         | 1:09.885 |
| 7   | 23 | Sacha Fenestraz        | Nissan           | 1:09.906 |
| 8   | 3  | Sérgio Sette Câmara    | ERT              | 1:09.979 |
| 9   | 1  | Jake Dennis            | Andretti-Porsche | 1:09.983 |
| 10  | 17 | Norman Nato            | Andretti-Porsche | 1:10.015 |
| 11  | 22 | Caio Collet            | Nissan           | 1:10.061 |

#### Knockoutfase
De combinatie letter/cijfer staat voor de groep waarin de betreffende coureur uitkwam en de positie die hij in deze groep behaalde.
|  | Kwartfinale            | Kwartfinale            |                  |          | Halve finale | Halve finale |  |  | Finale | Finale |
|  |                        |                        |                  |          |              |              |  |  |        |        |
|  |                        |                        |                  |          |              |              |  |  |        |        |
|  | A3-A2                  |                        |                  |          |              |              |  |  |        |        |
|  |                        |                        |                  |          |              |              |  |  |        |        |
|  | Nick Cassidy           | 1:09.016               |                  |          |              |              |  |  |        |        |
|  | Nick Cassidy           | 1:09.016               | K1-K2            |          |              |              |  |  |        |        |
|  | Jean-Éric Vergne       | 1:08.875               |                  |          |              |              |  |  |        |        |
|  | Jean-Éric Vergne       | 1:08.875               | Jean-Éric Vergne | 1:08.862 |              |              |  |  |        |        |
|  | A4-A1                  |                        | Jean-Éric Vergne | 1:08.862 |              |              |  |  |        |        |
|  |                        | Robin Frijns           | 1:09.081         |          |              |              |  |  |        |        |
|  | Jake Hughes            | Robin Frijns           | 1:09.081         | 1:08.833 |              |              |  |  |        |        |
|  | Jake Hughes            |                        | H1-H2            | 1:08.833 |              |              |  |  |        |        |
|  | Robin Frijns           | 1:08.819               |                  |          |              |              |  |  |        |        |
|  | Robin Frijns           | 1:08.819               | Jean-Éric Vergne | 1:08.779 |              |              |  |  |        |        |
|  | B3-B2                  |                        | Jean-Éric Vergne | 1:08.779 |              |              |  |  |        |        |
|  |                        | António Félix da Costa | 1:08.804         |          |              |              |  |  |        |        |
|  | Nyck de Vries          | António Félix da Costa | 1:08.804         | 1:09.330 |              |              |  |  |        |        |
|  | Nyck de Vries          | K3-K4                  |                  | 1:09.330 |              |              |  |  |        |        |
|  | Sam Bird               | 1:09.138               |                  |          |              |              |  |  |        |        |
|  | Sam Bird               | 1:09.138               | Sam Bird         | 1:08.990 |              |              |  |  |        |        |
|  | B4-B1                  |                        | Sam Bird         | 1:08.990 |              |              |  |  |        |        |
|  |                        | António Félix da Costa | 1:08.856         |          |              |              |  |  |        |        |
|  | Pascal Wehrlein        | António Félix da Costa | 1:08.856         | 1:09.123 |              |              |  |  |        |        |
|  | Pascal Wehrlein        |                        |                  | 1:09.123 |              |              |  |  |        |        |
|  | António Félix da Costa | 1:08.750               |                  |          |              |              |  |  |        |        |
|  | António Félix da Costa | 1:08.750               |                  |          |              |              |  |  |        |        |

#### Startopstelling
| Pos | No | Coureur                | Team             |
| --- | -- | ---------------------- | ---------------- |
| 1   | 25 | Jean-Éric Vergne       | DS               |
| 2   | 13 | António Félix da Costa | Porsche          |
| 3   | 8  | Sam Bird               | McLaren-Nissan   |
| 4   | 4  | Robin Frijns           | Envision-Jaguar  |
| 5   | 5  | Jake Hughes            | McLaren-Nissan   |
| 6   | 37 | Nick Cassidy           | Jaguar           |
| 7   | 94 | Pascal Wehrlein        | Porsche          |
| 8   | 21 | Nyck de Vries          | Mahindra         |
| 9   | 18 | Jehan Daruvala         | Maserati         |
| 10  | 2  | Stoffel Vandoorne      | DS               |
| 11  | 9  | Mitch Evans            | Jaguar           |
| 12  | 48 | Edoardo Mortara        | Mahindra         |
| 13  | 51 | Nico Müller            | Abt-Mahindra     |
| 14  | 23 | Sacha Fenestraz        | Nissan           |
| 15  | 33 | Dan Ticktum            | ERT              |
| 16  | 3  | Sérgio Sette Câmara    | ERT              |
| 17  | 16 | Sébastien Buemi        | Envision-Jaguar  |
| 18  | 1  | Jake Dennis            | Andretti-Porsche |
| 19  | 11 | Lucas di Grassi        | Abt-Mahindra     |
| 20  | 17 | Norman Nato            | Andretti-Porsche |
| 21  | 7  | Maximilian Günther     | Maserati         |
| 22  | 22 | Caio Collet            | Nissan           |

### Race
| Pos | No | Coureur                | Team             | Rondes | Tijd/Oorzaak uitval | Grid | Punten |
| --- | -- | ---------------------- | ---------------- | ------ | ------------------- | ---- | ------ |
| 1   | 13 | António Félix da Costa | Porsche          | 27     | 36:21.519           | 2    | 25     |
| 2   | 4  | Robin Frijns           | Envision-Jaguar  | 27     | +0.332              | 4    | 19     |
| 3   | 9  | Mitch Evans            | Jaguar           | 27     | +3.194              | 11   | 15     |
| 4   | 94 | Pascal Wehrlein        | Porsche          | 27     | +3.262              | 7    | 12     |
| 5   | 25 | Jean-Éric Vergne       | DS               | 27     | +3.683              | 1    | 13     |
| 6   | 51 | Nico Müller            | Abt-Mahindra     | 27     | +3.785              | 13   | 8      |
| 7   | 17 | Norman Nato            | Andretti-Porsche | 27     | +4.887              | 20   | 6      |
| 8   | 7  | Maximilian Günther     | Maserati         | 27     | +5.692              | 21   | 4      |
| 9   | 16 | Sébastien Buemi        | Envision-Jaguar  | 27     | +6.250              | 17   | 2      |
| 10  | 1  | Jake Dennis            | Andretti-Porsche | 27     | +6.840              | 18   | 1      |
| 11  | 2  | Stoffel Vandoorne      | DS               | 27     | +7.490              | 10   |        |
| 12  | 18 | Jehan Daruvala         | Maserati         | 27     | +7.928              | 9    |        |
| 13  | 37 | Nick Cassidy           | Jaguar           | 27     | +8.078              | 6    |        |
| 14  | 3  | Sérgio Sette Câmara    | ERT              | 27     | +10.044             | 16   |        |
| 15  | 33 | Dan Ticktum            | ERT              | 27     | +10.111             | 15   |        |
| 16  | 22 | Caio Collet            | Nissan           | 27     | +11.290             | 22   |        |
| 17  | 11 | Lucas di Grassi        | Abt-Mahindra     | 27     | +12.575             | 19   |        |
| 18  | 23 | Sacha Fenestraz        | Nissan           | 27     | +20.628             | 14   |        |
| DNF | 48 | Edoardo Mortara        | Mahindra         | 24     | Schade ongeluk      | 12   |        |
| DNF | 8  | Sam Bird               | McLaren-Nissan   | 20     | Schade ongeluk      | 3    |        |
| DNF | 21 | Nyck de Vries          | Mahindra         | 20     | Technisch           | 8    |        |
| DNF | 5  | Jake Hughes            | McLaren-Nissan   | 12     | Schade ongeluk      | 5    |        |

## Tussenstanden wereldkampioenschap

### Coureurs
| Positie | No. | Rijder                 | Team             | Punten |
| ------- | --- | ---------------------- | ---------------- | ------ |
| 01      | 37  | Nick Cassidy           | Jaguar           | 167    |
| 02      | 9   | Mitch Evans            | Jaguar           | 155    |
| 03      | 94  | Pascal Wehrlein        | Porsche          | 155    |
| 04      | 13  | António Félix da Costa | Porsche          | 134    |
| 05      | 22  | Oliver Rowland         | Nissan           | 131    |
| 06      | 25  | Jean-Éric Vergne       | DS               | 129    |
| 07      | 1   | Jake Dennis            | Andretti-Porsche | 122    |
| 08      | 7   | Maximilian Günther     | Maserati         | 73     |
| 09      | 4   | Robin Frijns           | Envision-Jaguar  | 60     |
| 10      | 2   | Stoffel Vandoorne      | DS               | 55     |

### Teams
| Positie | Team             | Punten |
| ------- | ---------------- | ------ |
| 01      | Jaguar           | 322    |
| 02      | Porsche          | 289    |
| 03      | DS               | 184    |
| 04      | Andretti-Porsche | 168    |
| 05      | Nissan           | 157    |
| 06      | McLaren-Nissan   | 95     |
| 07      | Envision-Jaguar  | 88     |
| 08      | Maserati         | 81     |
| 09      | Abt-Mahindra     | 38     |
| 10      | Mahindra         | 25     |

### Constructeurs
| Pos. | Constructeur | Punten |
| ---- | ------------ | ------ |
| 01   | Porsche      | 407    |
| 02   | Jaguar       | 388    |
| 03   | Stellantis   | 247    |
| 04   | Nissan       | 242    |
| 05   | Mahindra     | 63     |
| 06   | ERT          | 23     |